# Attus beneficus
Attus beneficus är en spindelart som beskrevs av Pickard-Cambridge O. 1885. Attus beneficus ingår i släktet Attus och familjen hoppspindlar. Inga underarter finns listade.